# Juan de Zapata y Sandoval
Juan de Zapata y Sandoval (1545 – 9 gennaio 1630) è stato un vescovo cattolico spagnolo.
Fu vescovo di Santiago de Guatemala (1621–1630) e vescovo del Chiapas (1613–1621).

## Biografia
Juan de Zapata y Sandoval nacque nel 1545 in Messico e fu ordinato sacerdote nell'Ordine di Sant'Agostino.
Il 13 novembre 1613, durante il pontificato di papa Paolo V, fu nominato vescovo del Chiapas. Il 23 novembre 1613 fu consacrato vescovo da Alfonso de la Mota y Escobar, vescovo di Tlaxcala.
Il 13 settembre 1621, durante il pontificato di papa Gregorio XV, fu nominato vescovo di Santiago di Guatemala. Fu vescovo di Santiago di Guatemala fino alla sua morte, avvenuta il 9 gennaio 1630.
Nella sua maggiore opera, De justitia distributiva, rivendicò l'autogoverno delle Indie rispetto alla Corona Spagnola.

## Genealogia episcopale e successione apostolica
La genealogia episcopale è:
- Vescovo Alfonso de la Mota y Escobar

## Opere
- (LA) Juan Zapata y Sandoval, Fratis Ioannis Capata [sic], y Sandoval Augustiniani... De iustitia distributiva & acceptione personarum ei opposita disceptatio: pro noui indiarum orbis rerum moderatoribus, summisquè, & regalibus consiliariis... (PDF), 1609.